# Asylgerichtshof

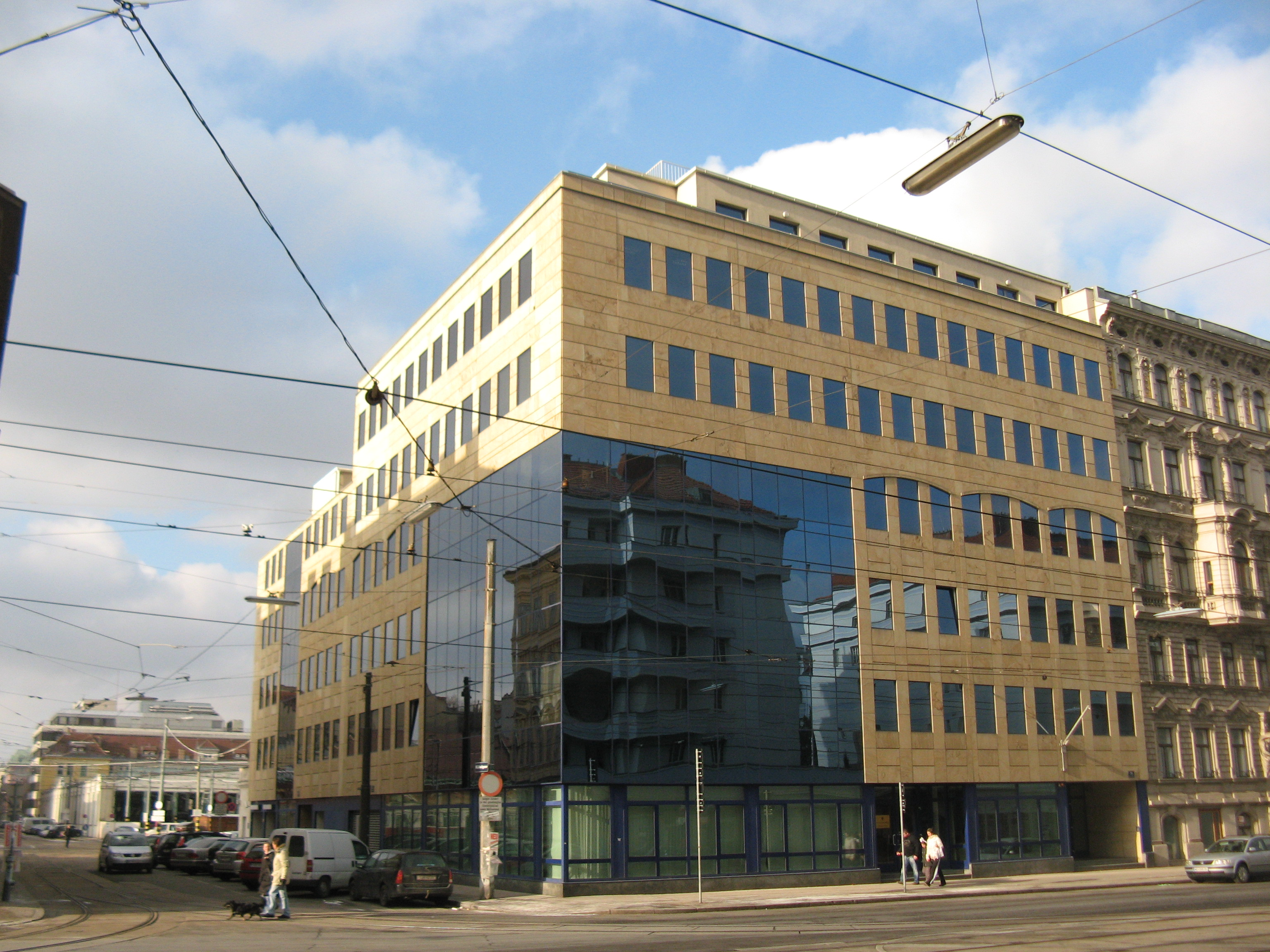
Bis 15. Dezember 2013 Hauptsitz des Asylgerichtshofs in 1100 Wien

Der Asylgerichtshof (AsylGH) war von 1. Juli 2008 bis 31. Dezember 2013 das für Angelegenheiten des Asylwesens zuständige Verwaltungsgericht in Österreich. Er ersetzte den bis dahin bestehenden Unabhängigen Bundesasylsenat (UBAS). Rechtsgrundlagen für den Asylgerichtshof waren die Art. 129c bis 129f B-VG und das Asylgerichtshofgesetz. Mit 1. Jänner 2014 ging der Asylgerichtshof im Zuge der Verwaltungsgerichtsbarkeits-Novelle 2012 im Bundesverwaltungsgericht auf.

## Aufgaben
Der Asylgerichtshof war grundsätzlich letzte Instanz in Asylverfahren. Er erkannte nach Erschöpfung des Instanzenzuges
1. über Bescheide der Verwaltungsbehörden in Asylsachen,
2. über Beschwerden wegen Verletzung der Entscheidungspflicht in Asylsachen.

## Organisation
Der Sitz des Asylgerichtshofes war Wien; eine Außenstelle befand sich in Linz.
Der Asylgerichtshof bestand zuletzt aus dem Präsidenten Harald Perl, dem Vizepräsidenten Volker Nowak und 77 Richtern sowie dem Verwaltungspersonal (Kanzleikräfte und andere Mitarbeiter). Die Mitglieder des Asylgerichtshofes ernannte der Bundespräsident auf Vorschlag der Bundesregierung. Alle Mitglieder des Asylgerichtshofes mussten das Studium der Rechtswissenschaften abgeschlossen haben und zumindest über eine fünfjährige juristische Berufserfahrung verfügen. Die Mitglieder des Asylgerichtshofes waren Berufsrichter. Insgesamt waren am Asylgerichtshof etwa 270 Mitarbeiter beschäftigt.

## Entscheidungstätigkeit
Die Entscheidungen wurden hauptsächlich in 2er-Senaten getroffen, in besonderen Fällen, wie etwa wenn im 2er-Senat keine Einigung erzielt werden konnte oder bei sog. Grundsatzentscheidungen, war die Entscheidung durch einen 5er-Senat vorgesehen; in bestimmten einfacheren Angelegenheiten auch durch einen Einzelrichter. Die Anrufung des Verwaltungsgerichtshofes durch den betroffenen Asylwerber war ausgeschlossen. Das außerordentliche Rechtsmittel der Beschwerde wegen Verletzung eines verfassungsmäßig geschützten Rechts an den Verfassungsgerichtshof war jedoch auch für Asylwerber vorgesehen. War der Asylgerichtshof der Ansicht, dass hinsichtlich einer Rechtsfrage (nicht bei Tatsachenfragen) eine Grundsatzentscheidung zu fällen wäre, so war die getroffene Grundsatzentscheidung dem Verwaltungsgerichtshof vorzulegen, der binnen sechs Monaten über deren Richtigkeit zu befinden hatte. Wurde die Grundsatzentscheidung vom Verwaltungsgerichtshof bestätigt (dem war gleich zu halten, wenn der Verwaltungsgerichtshof nicht binnen sechs Monaten entschied), so war sie für künftige gleichartige Fälle verbindlich. Als Besonderheit war vorgesehen, dass über Antrag des Bundesministers für Inneres eine Grundsatzentscheidung getroffen werden musste, welche aber keine Auswirkungen auf den Einzelfall haben durfte, dagegen aber der betroffene Asylwerber nicht die Möglichkeit hatte, die Fällung einer Grundsatzentscheidung zu verlangen. Das sorgte im Gesetzgebungsprozess für zahlreiche Diskussionen.

## Kritik und Aufsehen im Gesetzgebungsprozess
Im Gesetzgebungsprozess gab es wegen des künftigen Ausschlusses der Anrufbarkeit des Verwaltungsgerichtshofes für Asylwerber zahlreiche Diskussionen und kritische Wortmeldungen. Für besonderes Aufsehen sorgte dabei die Wortmeldung der damaligen österreichischen Justizministerin Maria Berger (SPÖ), die ausführte, Bedenken gegen den Gesetzesentwurf zu haben und die Regierungsvorlage, die sie im Ministerrat mitbeschlossen hatte, nicht genau gelesen zu haben. Dies führte zu einem Streit mit ihrem damaligen Regierungskollegen Innenminister Günther Platter (ÖVP). Schlussendlich hat der Nationalrat die Einrichtung des Asylgerichtshofes am 5. Dezember 2007 beschlossen. Das Gesetz trat mit 1. Juli 2008 in Kraft.

## Verwaltungsgerichtsbarkeits-Novelle 2012
Durch die im Jahr 2012 beschlossene Verwaltungsgerichtsbarkeits-Novelle 2012 wurde der Asylgerichtshof mit 1. Jänner 2014 aufgelöst und ging in einem Bundesverwaltungsgericht auf. Gegen die Entscheidungen des Bundesverwaltungsgerichts ist der Verwaltungsgerichtshof wieder anrufbar.